# Marcel Gatsinzi
El general Marcel Gatsinzi (Kigali, 9 de gener de 1948 – Brussel·les, 7 de març de 2023) va ser un militar i polític de Ruanda que va ser Ministre de Gestió de Desastres i Afers de Refugiats, i també va ser Ministre de Defensa de Ruanda de 2002 a 2010.
Va estudiar al Collège Saint-André a Nyamirambo, Kigali, on es va graduar amb diploma en 1968. La seva carrera militar va començar a l'Acadèmia Militar de Kigali el mateix any, i el 31 de març de 1970 va ser nomenat segon tinent. Va continuar els estudis de carrera militar a l'Escola de Logística de Heverlee (Lovaina, Bèlgica) en 1971 i a l'Alt Institut Reial de Defensa a Brussel·les de 1974 a 1976.
Ètnicament hutu de Butare, Gatsinzi és un antic membre de les Forces Armades Ruandeses (FAR), que era l'exèrcit nacional abans de la presa del poder a Ruanda pel Front Patriòtic Ruandès durant el genocidi de Ruanda el 1994. En el moment de la dissolució de les FAR, tenia el rang de coronel.
Durant el genocidi, del 6 d'abril al 17 d'abril de 1994, va ser Cap d'Estat Major de FAR. Després, va ser assignat a negociar amb el FPR i "altres deures que no implicaven el comandament directe de tropes".
Quan era coronel Gatsinzi (mentre que el coronel) va servir en el grup neutral d'observadors militars establert per l'Organització de la Unitat Africana (OUANMOG) per tal de controlar l'alto el foc durant el període de negociacions entre el govern i el Front Patriòtic Ruandès durant la Guerra Civil ruandesa. També va participar en el procés de negociacions. De 1995 a 1997 fou subcap d'Estat Major de l'Exèrcit i de 1997 a 2000 cap d'estat major de la gendarmeria nacional. En 2002 fou nomenat Ministre de Defensa de Ruanda, càrrec que va ocupar fins 2010, quan fou despatxat a causa de les acusacions sobre la seva presumpta participació en el genocidi. En 2010, però, fou nomenat ministre de Gestió de Desastres i Afers de Refugiats, càrrec que va ocupar fins 2013.